# Melanotus spernendus
Melanotus spernendus is een keversoort uit de familie kniptorren (Elateridae). De wetenschappelijke naam van de soort is voor het eerst geldig gepubliceerd in 1873 door Ernest Candèze.